# Дача Мараини
Дача Мараини(13. новембар 1936) је италијанска књижевница. Рођена је у Фјезолеу, месту надомак Фиренце(Тоскана) у Италији. Њено књижевно бављење фокусирано је на проблеме жена и на ту тему је написала велики број романа. Добитница је бројних награда и признања.

## Биографија

### Младост
Дача Мараини је рођена 13. новембра 1936. године у Фјезолу у Тоскани. Она је ћерка сицилијанске принцезе Топазије Алијате ди Салапаруте, уметнице и трговца уметнинама, и Фоска Мараинија, фирентинског етнолога и планинара мешовитог тицинског, енглеског и пољског порекла који је посебно писао о Тибету и Јапану. Још у раном детињству, њена породица се преселила у Јапан 1938. да би избегла фашизам. Били су интернирани у јапански концентрациони логор у Нагоји од 1943. до 1946. јер су одбијали да признају Мусолинијеву Републику Сало, савезничку са Јапанским царством. После рата, породица се вратила у Италију и живела је на Сицилији са породицом Дачине мајке у граду Багерија, провинција Палермо.
Након тога њени родитељи су се развели, а отац се одселио у Рим где му се Дача придружила када је напунила осамнаест година.
Мараини се образовала у L'Istituto Statale della Ss.Annunziata- престижни интернат у Фиренци. На већи део Мараининог писања утицали су њени родитељи и улоге које су играли у њеном животу. Мараини је одрастала уз оца авантуристичког духа и мајку која је увек била оптерећена и читала је књиге у којима би само мушкарци ишли на потраге и путовања. Она наводи да је „постала узнемирена чињеницом да ниједно велико путовање није могла да пређе жена...“
Њен први брак био је са миланским сликаром Лучијом Поцијем, који се завршио разводом након четири године. Године 1962. постала је сапутница италијанског писца Алберта Моравије и живела је са њим све до 19823.

### Каријера
1966. године основала је са Моравијом и Енцом Сичилијаном позоришну компанију Дел Поркоспино која је за циљ имала продукцију нових италијанских драма. Међу њима је била њена сопствена Нормална породица, Моравијева L’intervista, Сицилијанова Tazza и дела Карла Емилија Гаде, Гофреда Парисеа, Ј. Родолфа Вилкока и Торнабуонија. Године 1973. помогла је да се оснује Teatro della Maddalena који су водиле само жене.
Мараини је режирала L’amore coniugale од 1969. до 1973. године, њен једини играни филм. Године 1976. Мараини је режирала филмове, Mio padre amore mio, Aborto: Parlano le donne, Le ragazze di Capoverde и Ritratti di donne africane.
Њено писање за филм укључује и сценарије за  L'età del malessere (1968), Убијте подгојено теле и пеците га(1970),сарадњу на сценарију за Arabian Nights (1974), документарни филм Aborto: Parlano le donne (1976). ), сценарио за документарни филм ТВ филма Абрами у Африци (1976), документарни филм ТВ серије Ritratti di donne africane (1977), сценарио за Прича о Пиери (1983) и сценарио за La bocca (1990).
Дача Мараини је недавно почела да се бави глумом, па се тако појавила у  Io sono nata viaggiando (2013) и Caro Paolo (2013). Такође се појављивала у The Many Women of Fassbinder (1997), Midnight Journal (1990), Sophia: Ieri, oggi, domani (2007), Kulturzeit (2012), и Tutte le storie di Piera (2013).

## Писање и путовање
Дачија Мараини је у интервјуу Моники Сегер изјавила да се, упркос привржености Италији и њеној култури, не осећа као културни амбасадор. Врло често покушава да критички анализира своју земљу јер је способност да се свет сагледа критичким очима једна од дужности интелектуалца. Њена критика је заснована на очекивањима која има од своје земље; што више интелектуалци покушавају да буду критични према својој земљи, то више желе да она добро функционише. Као интелектуалка, Мараини покушава „да осветли, да убеди друге људе у оно што би се могло променити у земљи која има могућности, великој земљи, земљи великих људи који су урадили велике ствари“ јер жели „да убеди Италијани да могу боље“
Штавише, интервју се фокусира на Мараинино значење писца и критичара. На пример, њена књига,La Seduzione dell’altrove, веома је значајна јер описује њено осећање према свом раду. Према њеним речима, писање и путовања су и облици болести и терапије. Оне су болест јер су стресне и заморне, али терапија јер јој дају прилику да „гледа издалека и можда боље види ствари“.
Када се говори о важности односа њених књига и представа са публиком, према Мараини, однос према публици је важнији у позоришту јер се, за разлику од књига, представе баве колективним и друштвеним аспектом. Док је роман личнији однос са једним читаоцем, представе се фокусирају на живу публику која може учествовати или не. Такође, другачије, лакше је осетити да ли јавност учествује или не у поређењу са књигом.
Мараинина дела имају општи образац којем се придржавају; серија кратких прича и романа одражава њену „префеминистичку фазу“ коју карактерише осећај отуђености, тоталне дезоријентације и потреба за самопотврдом кроз сексуалност.
Мараинина „прелазна фаза“, коју најбоље карактерише њен роман, A memoria, показује тон који се помера од неактивности ка активној потрази за иновативним изразом. Мараинини каснији и прогресивнији романи, као што је Жена у рату, у којима се њени женски ликови ослобађају традиционалних родних улога и истражују своју сексуалност и друштвени активизам, одражавају Мараинину укљученост у феминистички покрет током касних шездесетих и почетком седамдесетих.
Многе теме које се понављају евидентне у Мараинином раду су: лична слобода за жене, разоткривање употребе и злоупотребе моћи и њених ефеката на жене, жене које се ослобађају традиционалних родних улога како би истражиле своју сексуалност и друштвени активизам, ућуткивање жена у друштву и њихово појављивање у модном систему, повученост и изолација жена као резултат тражења независности и слободе жена, мајчинство као облик заточеништва за жене, а самим тим и абортус као њихова једина опција, насиље над женама и силовање жена, ослобађање жена од тога да их се посматра као сексуални објекти, и искуство ликова са хомосексуалношћу, педофилијом и групним сексом.

## Награде и признања
Мараини је добила многе награде за свој рад, укључујући Међународну награду Форментор (1963), Premio Fregene (1985), за Isolina, награду  Campiello (1990), за "La lunga vita di Marianna Ucria", Agrigento, Brancanti Zafferana, & Citta di Salerno (1997), Premio Strega (1999), за Buio. Такође је добила Premio Napoli & Sibilla Aleramo prize (1994) за "Voci,"  Premio Mediterraneo и Premio Citta di Penne за "Viaggiando con passo di volpe,"  Sitges International Prize у Шпанији, Premio Candcni, италијанску награду Premio Riccione, a била је номинована и за Нобелову награду из књижевности (2012).

## Дела
- La vacanza (1963)
- L'età del malessere (1963)
- Memorie di una ladra (1973)
- Short Play (in Wicked Women Revue 1973, Presented by Westbeth Playwrights Feminist Collective, USA)
- Donne mie (1974)
- Mio marito (1974)
- Donna in guerra (1975)
- Maria Stuarda (1975)
- Dialogo di una prostituta col suo cliente (1978)
- Mangiami pure (1978)
- Isolina (1985)
- La lunga vita di Marianna Ucrìa (1990)
- Viaggiando con passo di volpe: Poesie, 1983-1991
- Veronica, meretrice e scrittora (1991)
- Veronica, meretrice e scrittora; La terza moglie di Mayer; Camille (2001)
- Bagheria (1993)
- Voci (1994)
- Se amando troppo (1998)
- Buio  (1999)
- Fare teatro (1966-2000)
- Colomba (2004)
- Il treno dell’ultima notte (2008)
- " La ragazza di via Maqueda" (2009) Raccolta di racconti
- La grande festa (2011)
- L'amore rubato (2012 -  978-8-81-706081-3)
- Chiara d'Assisi: Elogio della disobbedienza (2013)
- La bambina e il sognatore (2015)
- La mia vita, le mie battaglie (2015)
- Onda Marina e il Drago Spento (2019)